# WinOnCD
WinOnCD ist ein CD/DVD-Brennprogramm des Unternehmens Roxio, eines Tochterunternehmens des US-amerikanischen Software-Konzerns Sonic Solutions. Entwickelt wurde es von dem deutschen Unternehmen CeQuadrat, das 1999 von Adaptec aufgekauft wurde; Roxio wurde 2001 wieder als eigenständiges Unternehmen von Adaptec ausgegliedert, die Software-Sparte wurde 2004 an Sonic Solutions weiterverkauft.

## Verbreitung und Geschichte
WinOnCD verdankt seine große Verbreitung in Europa der Tatsache, dass es als OEM-Produkt vielen CD- und DVD-Brennern beilag und somit den Weg zum Endverbraucher fand. Erst mit dem Verkauf von CeQuadrat und der Neuauflage durch Roxio verliert das Produkt seine Eigenständigkeit, denn WinOnCD ab Version 8 ist mit dem international vermarkteten „Easy Media Creator“ derselben Version identisch und wird nur im deutschsprachigen Raum als „WinOnCD“ verkauft. Mit jeder neuen Version der nunmehr „Creator“ genannten Programmsammlung (engl. “suite”) entwickelt sich WinOnCD weiter in Richtung Multimedia und unterstützt neben dem Brennen von optischen Medien auch das Verarbeiten und Aufbereiten von Videos und Fotos, das Konvertieren in verschiedene Formate, bis hin zum Authoring in HD-Qualität für die Erstellung von Blu-ray-Video-Discs mit Menüs.

## Versionen
| Version | Jahr    | Beschreibung |
| ------- | ------- | --- |
| 1.0     | 1992    | Diese erste WinOnCD-Version erschien als 16-Bit-Version für Windows 3.11. Diese Version unterstützte als einzigen Recorder den Philips CDD521. |
| 2.0     | 1994    | Diese Version für Windows 3.11 unterstützte zusätzlich die Recorder Philips CDD522 und JVC CDR-1001 und erschien in zwei Varianten. In der Standardvariante konnten nur Daten-CDs (gemäß ISO 9660) erstellt werden. In der Pro-Version konnten auch CD-XA und CD-I-CDs geschrieben werden. Als optionale Erweiterungen erschienen Photo-Pack zum Erstellen von Kodak-Photo-CDs und Video-Pack zum Erstellen von White-Book-1.1-Video-CDs. |
| 3.0     | 1995    | Die erste native 32-Bit-Version für Windows 95 und Windows NT 3.5. |
| 3.5     | 1996    | Diese Version erschien ebenfalls für Windows 95 und Windows NT 4.0. Als Packet-Writing-Programm kommt PacketCD zum Einsatz. |
| 3.6     | 1998/11 | Diese Version erschien erstmals in unterschiedlichen Ausführungen, einerseits als Bundle-Version (OEM-Version, die gemeinsam mit einem CD-Brenner erworben wurde), andererseits als „Power Edition“ (welche ausschließlich im Handel erhältlich war). |
| 3.7     | 1999    | WinOnCD 3.7 ist die letzte von CeQuadrat herausgegebene Version. Neu hinzugekommen sind ein Partitions-Backup und ein CD-Laufwerks-Emulator. |
| 3.8     | 2000/11 | Dies ist die erste Version, die bereits von Roxio stammt. Sie unterstützt erstmals das Überbrennen von CD-Rohlingen. Neu ist auch die Möglichkeit zum Brennen von Super-Video-CDs. Adaptec’s DirectCD liegt als Packet-Writing-Software bei und ersetzt somit PacketCD. Ein Bugfix von Roxio, um Windows-XP-Kompatibilität herzustellen, ist nicht mehr verfügbar. |
| 5       | 2001/11 | „WinOnCD 5 Power Edition“ weist erstmals volle Windows-XP-Kompatibilität auf; neu hinzugekommen ist die Fähigkeit zum DVD-Authoring. |
| 6       | 2002/11 | „WinOnCD 6 DVD-Edition“ zeigte eine grundlegend überarbeitete Oberfläche und unterstützte Windows 98, Me, 2000 und XP. In den Jahren 2006 bis 2008 konnte man „WinOnCD 6 Power-Edition“ kostenlos herunterladen, benötigte jedoch eine ebenfalls kostenlose Registrierung bei Roxio für einen Lizenzschlüssel. Der Power-Edition fehlen die DVD-Authoring-Fähigkeiten der DVD-Edition. |
| 8       | 2005/10 | Entspricht „Easy Media Creator 8“ und umfasst als „WinOnCD 8 CD&DVD Pro“ neben seiner eigentlichen Brennfunktion (also der Datenspeicherung auf einer CD-R/RW bzw. DVD-R/RW) unter anderem Programme zur Audio-, Foto- und Videobearbeitung sowie zur Datensicherung (Backup) und zum Kopieren. Außerdem enthält es noch einige weitere Programme, zum Beispiel zum Bedrucken von Labeln und Covern, das Abspielen von DVD-Videos oder das Aufzeichnen von Internet-Radiosendern. |
| 9       | 2006/09 | Entspricht der „Easy Media Creator 9 Suite“ und wird als „WinOnCD 9 Multimedia Suite Pro“ verkauft. Mit dieser Version hinzugekommen ist die Unterstützung für Windows Vista, Blu-ray Discs und DVB. |
| 10      | 2007/09 | Identisch mit „Easy Media Creator 10 Suite“ erlaubt das mit einer neuen an Windows Vista angepassten Oberfläche überarbeitete „WinOnCD Media Suite 10“ zusätzlich u. a. den direkten Transfer von Videos auf YouTube, kann Videos in HD-Auflösung aufzeichnen und bearbeiten, kann HD-DVD-Medien beschreiben sowie Daten mit mobilen Geräten (Mobiltelefon, iPod, PSP) austauschen und synchronisieren. Die unterstützten Betriebssysteme sind Windows XP und Windows Vista. |
| 2009    | 2008/09 | Neuerungen betreffen hauptsächlich hochauflösende Videos, etwa Menüs auf Blu-Ray-Discs. Außerdem geändertes Design mit Ein-Klick-Zugriff auf häufig benutzte Projekte und Tools. |
| 2010    | 2009/08 | Identisch mit „Roxio Creator 2010“ unterstützt WinOnCD nun das kodieren von Videomaterial mit GPGPU-Unterstützung durch ATI Stream oder Nvidia CUDA, was den Prozess bis zu 5-fach beschleunigen soll. Das in die Jahre gekommene Drag-to-Disc wurde durch Burn ersetzt. Mit Video Copy & Convert lassen sich Filme und Internetvideos in gängige A/V-Formate, etwa für die PlayStation 3 oder das iPhone, umwandeln. Vollständige Blu-Ray-Unterstützung gibt es nur gegen Aufpreis. So kann das Wiedergabeprogramm Cineplayer erst mit dem Blu-ray Playback Plug-in Filme von Blu-ray-Medien wiedergeben, und das High-Def/Blu-ray Disc Plug-In erweitert das Authoring-Programm myDVD um animierte Menüs in HD-Qualität. In der „Special Edition“ legt Roxio einen USB-Adapter zum Konvertieren von analogen Audio- und Video-Daten bei. Weiter ist der Videokonverter von WinOnCD auch als separates Programm erhältlich. |

## Kritiken und Tests
- WinOnCD 3.8 Kurztest von TecChannel.de, inklusive OEM-Konkurrenzprodukten aus 2002
- WinOnCD-5-Test von WinTotal.de
- WinOnCD-6-Kritik vom hardwarejournal.de
- WinOnCD-9-Kritik der Frankfurter Allgemeinen Zeitung
- WinOnCD-10-Test von PC-Welt
- WinOnCD-2009-Test von PC-Welt